# Lukas Hutecek
Lukas Hutecek (* 2. Juli 2000, Horn (Niederösterreich)) ist ein österreichischer Handballspieler.

## Karriere
Hutecek begann in seiner Jugend beim UHC Eggenburg, wo sein Vater Trainer war, Handball zu spielen. Dort wurde er mehrfach Landesmeister und österreichischer Meister. Gemeinsam mit seinem älteren Bruder Sebastian gewann er auch in der höheren Altersklasse den nationalen Titel. Ab der Saison 2015/16 wechselte er in die Jugend des Handballclub Fivers Margareten, lief aber im ersten Jahr per Förderlizenz für den UHC Hollabrunn in der U20- und Kampfmannschaft auf. Ab der Saison 2017/18 war Hutecek im Männerbereich der Wiener aktiv. 2018/19 lief er vermehrt in der Handball Liga Austria auf. Gleich im ersten Jahr in der höchsten Spielklasse konnte er sich mit der Mannschaft den österreichischen Meistertitel sichern. 2018 gewann er auch mit der U 18-Mannschaft den Staatstitel. Für die Saison 2019/20 wurde er als „Handballer des Jahres“ ausgezeichnet. 2020/21 wurde er erneut „Handballer des Jahres“ in Österreich.
Im Februar 2021 unterschrieb Hutecek einen ab der Saison 2021/22 gültigen Vertrag beim TBV Lemgo.
Hutecek bestritt am 6. Jänner 2020 sein erstes Länderspiel für die österreichische Nationalmannschaft. Bei der Weltmeisterschaft 2021 erzielte er 28 Tore in sieben Spielen und belegte mit der Mannschaft den 26. Platz. Bei der Weltmeisterschaft 2025 warf er 21 Tore in sechs Spielen und belegte mit der Auswahl den 17. Platz.

## Sonstiges
Hutecek besuchte das BG Maroltingergasse Wien und konnte sich 2017/18 mit der Schulmannschaft den Schul-Weltmeistertitel sichern.

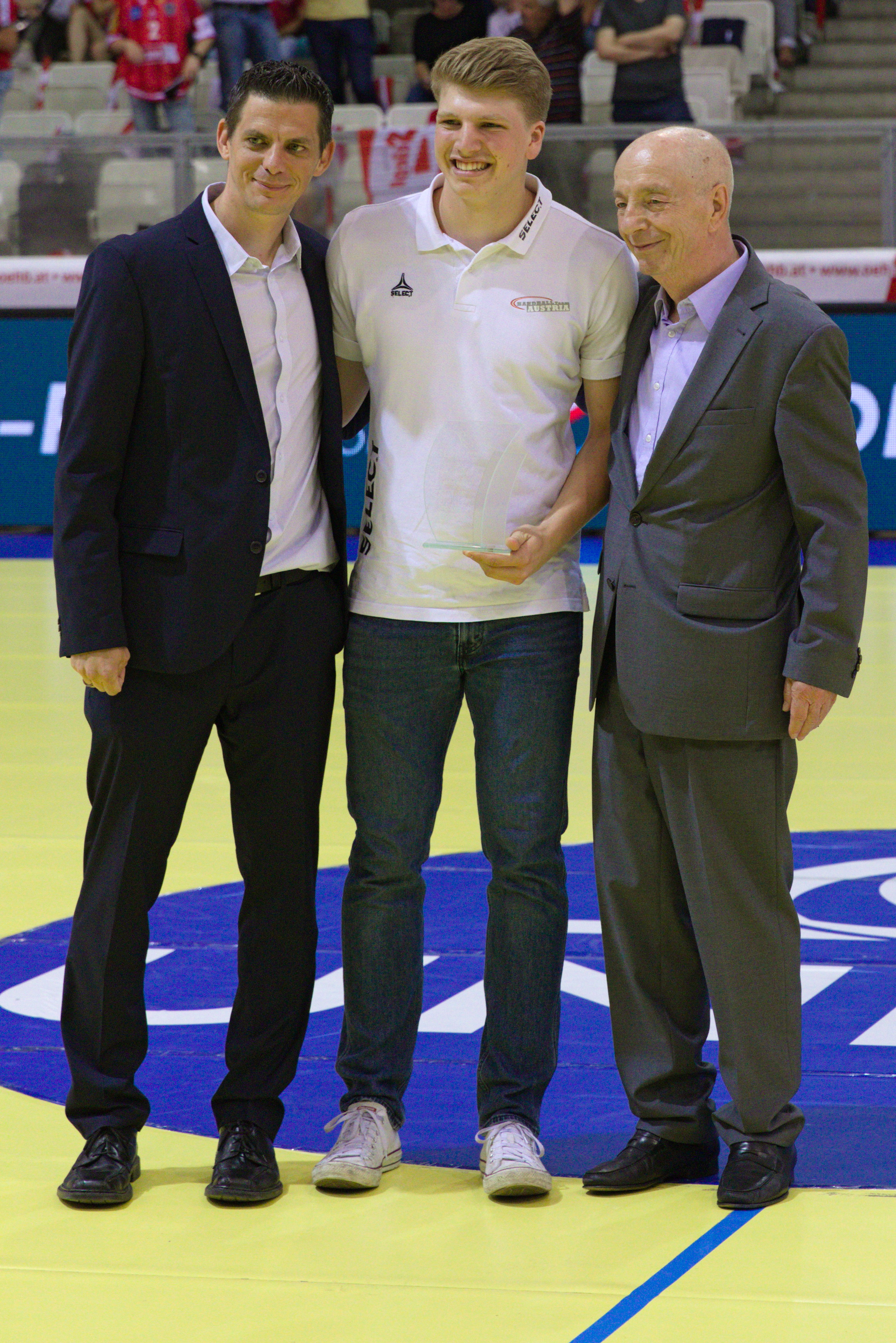
Lukas Hutecek (Mitte) wird als Newcomer des Jahres ausgezeichnet (2018)

Sein Bruder Sebastian spielt ebenfalls Handball ist aktuell beim UHC Eggenburg aktiv.

## Saisonbilanzen

### HLA
| Saison    | Verein                         | Spielklasse | Spiele | Tore | 7-Meter      | Feldtore |
| --------- | ------------------------------ | ----------- | ------ | ---- | ------------ | -------- |
| 2017/18   | Handballclub Fivers Margareten | HLA         | 15     | 32   | 1/1          | 31       |
| 2018/19   | Handballclub Fivers Margareten | HLA         | 26     | 51   | 6/8          | 45       |
| 2019/20*  | Handballclub Fivers Margareten | HLA         | 23     | 109  | 3/4          | 106      |
| 2020/21   | Handballclub Fivers Margareten | HLA         | 24     | 120  | 10/10        | 110      |
| 2017–2021 | gesamt                         | HLA         | 88     | 312  | 20/23 (87 %) | 292      |

Hinweis: Saison 2019/20 aufgrund der COVID-19-Pandemie in Österreich abgebrochen

### HBA
| Saison    | Verein                         | Spielklasse | Spiele | Tore | 7-Meter    | Feldtore |
| --------- | ------------------------------ | ----------- | ------ | ---- | ---------- | -------- |
| 2015/16   | UHC Hollabrunn                 | HBA         | 22     | 22   | 0/0        | 22       |
| 2017/18   | Handballclub Fivers Margareten | HBA         | 16     | 72   | 0/0        | 72       |
| 2018/19   | Handballclub Fivers Margareten | HBA         | 12     | 42   | 4/5        | 38       |
| 2017–2019 | gesamt                         | HLA         | 28     | 114  | 4/5 (80 %) | 110      |

## Erfolge
- Jugend
  - ISF Schul-Weltmeister 2018[12]
- Handballclub Fivers Margareten
  - 1× Österreichischer Meister 2017/18
  - 1× Österreichischer Pokalsieger 2020/21
  - 1× HLA „Newcomer des Jahres“ 2017/18
  - 2× HLA „Handballer des Jahres“ 2019/20, 2020/21